# 십학
십학(十學)은 조선의 교육 기관이자 10개의 학문 분야이다. 주로 국가 운영에 필요한 전문 지식인을 양성하는 제도이다.

## 고려 시대
십학이 제도적으로 처음 정비된 것은 고려 말이다. 《고려사(高麗史)》〈백관지(百官志)〉를 보면, 1390년(공양왕 1)에 십학을 설치하였다.
- 예학(禮學)은 유학으로 성균관에서 담당하였다. 고려의 성균관은 유학부(儒學部)와 잡학부(雜學部)로 이루어졌으며, 예학은 유학부에서 가르쳤다.
- 악학(樂學)은 궁중음악과 관련된 행정 지원과 음악 이론 연구에 관한 학문으로 전의시(典儀寺)에서 담당하였다.
- 병학(兵學)은 병법에 대해 연구하는 학문 또는 직역(職役)으로 군후소(軍候所)에서 담당하였다. 군후소는 원명교체기에 병학이 중요해지자 그것을 가르치기 위해 설치된 관청이다.
- 율학(律學)은 형률에 대한 학문으로 전법시(典法寺)에서 담당하였다.
- 자학(字學)은 글자의 유래(由來)·음(音)·훈(訓) 등을 연구하는 학문으로 전교시(典校寺)에서 담당하였다.
- 의학(醫學)은 의술과 의약품에 대한 학문으로 전의시(典醫寺)에서 담당하였다.
- 풍수음양학(風水陰陽學)은 풍수학과 음양학 등 음양가의 학문으로 서운관(書雲觀)에서 담당하였다.
- 이학(吏學)은 외교와 사대 업무와 관련한 지식 및 외국어를 가르치는 학문 분야로서 사역원(司譯院)에서 담당하였다.

십학교수관(十學敎授官)의 지도 아래 전문 교육을 실시하였다.

## 조선 시대
조선이 들어선 뒤, 1393년(태조 2) 10월 27일에 병학·율학·자학·역학·의학·산학의 육학(六學)을 설치하고 양가(良家)의 자제들로 익히게 하였다.
1406년(태종 6) 좌정승 하륜의 건의로 설치하였다. 유학(儒學), 무학(武學, 군사학), 이학(吏學), 역학(譯學), 음양풍수학(陰陽風水學), 의학(醫學), 자학(字學), 율학(律學), 산학(算學), 악학(樂學)으로 구성되었다.
십학 체계는 《경국대전(經國大典)》에서 자학과 이학이 빠지고 화학(畵學: 회화)과 도학(道學)이 신설되어 유학·무학·역학·의학·음양학·산학·율학·화학·도학·악학으로 완성되었다. 화학이 십학에 들어간 것은 《경국대전》의 기록이 처음이었다. 십학 중에서 유학과 무학은 양반들이 입속하였으며, 나머지 8학은 잡학이라 하여 기술직 중인층이 담당하였다. 잡학 중에서도 도학·화학·악학에는 양인(良人) 및 천인(賤人)들이 소속되었다.
조선시대에는 유교를 지배사상으로 삼았기 때문에 십학 중에서 유학이 가장 우위에 있었다. 유학 교육을 위하여 중앙에 성균관(成均館)과 사학, 지방에 향교(鄕校) 등 별도의 교육 체계가 갖추어져 있었으며, 무학은 훈련원(訓鍊院)에서 담당하였다. 그리고 잡학 교육은 중앙과 지방에서 이루어졌다. 중앙에서는 해당 잡학 관청에서 실시하였다. 역학은 사역원, 의학은 전의감(典醫監)과 혜민서(惠民署), 율학은 형조(刑曹), 음양학은 관상감(觀象監), 산학은 호조(戶曹), 화학은 도화서(圖畵署), 도학은 소격서(昭格署), 악학은 장악원(掌樂院)에서 교육하였다. 몽학(蒙學)을 제외한 한학(漢學)·여진학(女眞學: 청학(淸學))·왜학(倭學) 등의 역학, 의학, 율학은 지방의 8도 군현, 즉 부(府)·대도호부(大都護府)·목(牧), 도호부(都護府), 군(郡), 현(縣) 등의 관아에서도 교육을 실시하였다. 교육을 위하여 교수와 훈도·습독관(習讀官) 등의 교관을 두었으며, 잡학 생도들은 취재와 잡과 시험을 통하여 관직으로 진출하였다.

## 참고 문헌
1. 1 2 3   십학(十學)
2. ↑  태종실록 12권, 6년(1406 병술 / 명 영락(永樂) 4년) 11월 15일(신미) 1번째기사, 주석 포함 국역본